# Lukovdol
Lukovdol – wieś w Chorwacji, w żupanii primorsko-gorskiej, w mieście Vrbovsko. W 2011 roku liczyła 129 mieszkańców.

## Geografia
Lukovdol położony jest w Gorskim kotarze, nad rzeką Kupą, na wysokości 180 m n.p.m., 5 km na północny wschód od wsi Severin na Kupi.
Miejscowa gospodarka oparta jest na rolnictwie oraz przemyśle drzewnym i odzieżowym.

## Historia
Jest jedną z najstarszych miejscowości regionu. W XVI wieku został zniszczony przez wojska osmańskie.